# Раухалинна
Раухалинна (фин. Rauhalinna) — неомавританская вилла генерала Николая Векмана около города Нейшлот/Савонлинна в Финляндии.

## История
Вилла Раухалинна построена в 1900 году. Роскошная просторная усадьба построена генерал-лейтенантом Николаем Генриховичем Векманом (1850-1906), офицером Инженерного совета Российской императорской армии, в качестве подарка на день серебряной свадьбы своей жене Альме Эмилии Софии (1855-1921). Работа над проектом началась в 1895 году, а первые строительные работы — в 1897-м. Автором проекта стал известный финский архитектор Аллан Шульман.
Усадьба принадлежала семье Векманн до 1924 года. Затем здание было приобретено финской Ассоциацией офицеров. В 1938 году вилла перешла в ведение Министерства обороны, а во время Второй мировой войны служила штабной радиостанцией и базой воздушного наблюдения. С 1948 года Раухалинна была преобразована в дом отдыха. В 1954–1965 годах в здании размещалась начальная школа. 
В 1972 году, а затем в 1987–1988 годах в Раухалинне была проведена масштабная реставрация. В 2001 году власти Саво продали виллу частному владельцу. До июля 2019 года (до самой смерти) усадьбой владел Вейкко Хейнонен. Некоторое время здесь размещался ресторан. После смерти Хейнонена Раухалинна была выставлена на аукцион. По сообщению газеты Itä-Savo новый владелец заплатил 600 000 евро за само здание и окружающий его парк.

## Архитектура
Раухалинна — это редкий для Финляндии усадебный дом, в котором сочетаются элементы разных архитектурных стилей: традиционного русского и неомавританского, а во внутренней отделке заметно подражание швейцарским шале (направления историзм). Украшением виллы стала башня наподобие минарета. Изначально её высота составляла 30 метров. Но в 1920-е годы высота башни была существенно уменьшена.

## Галерея

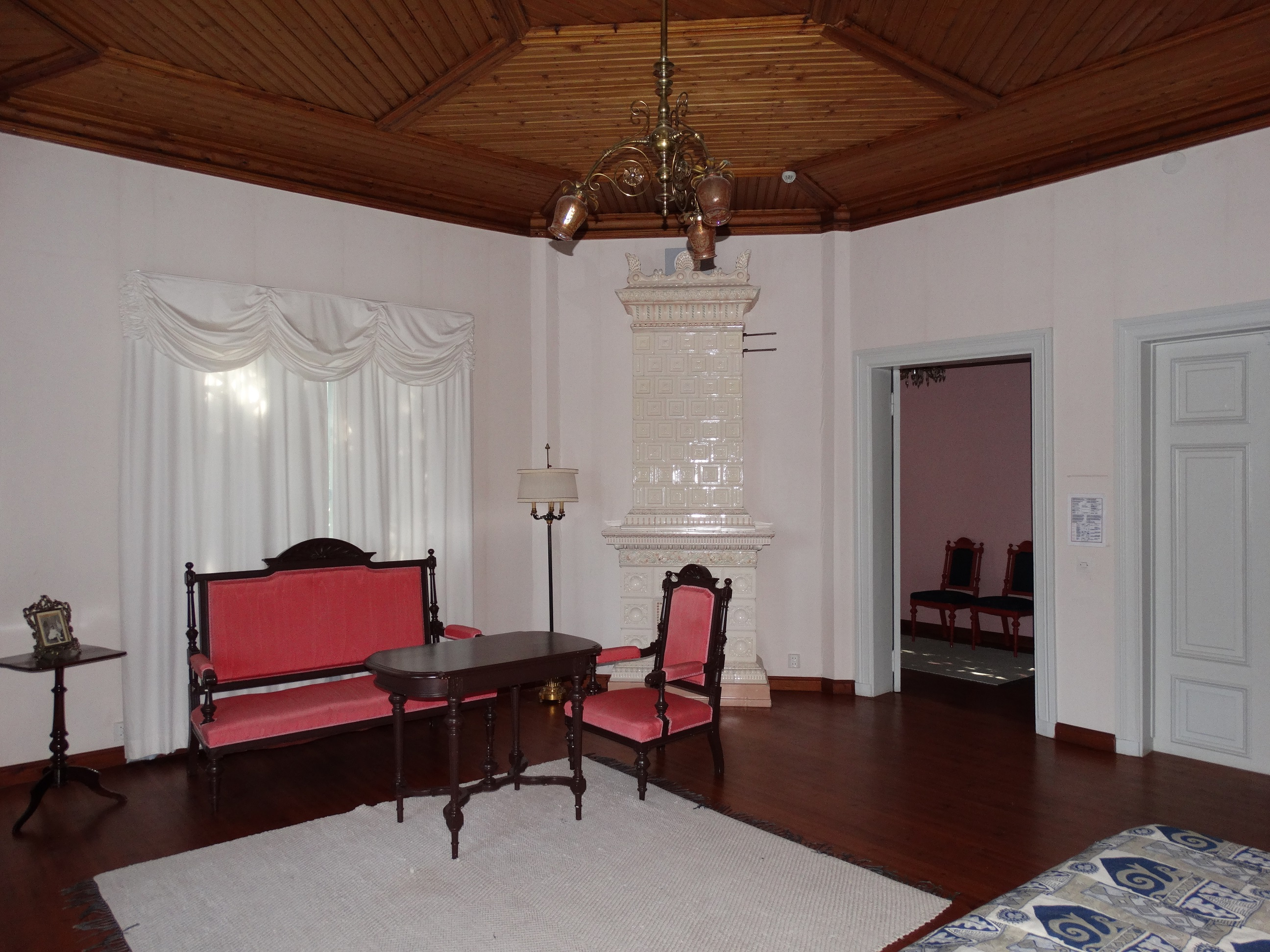
Президентский люкс
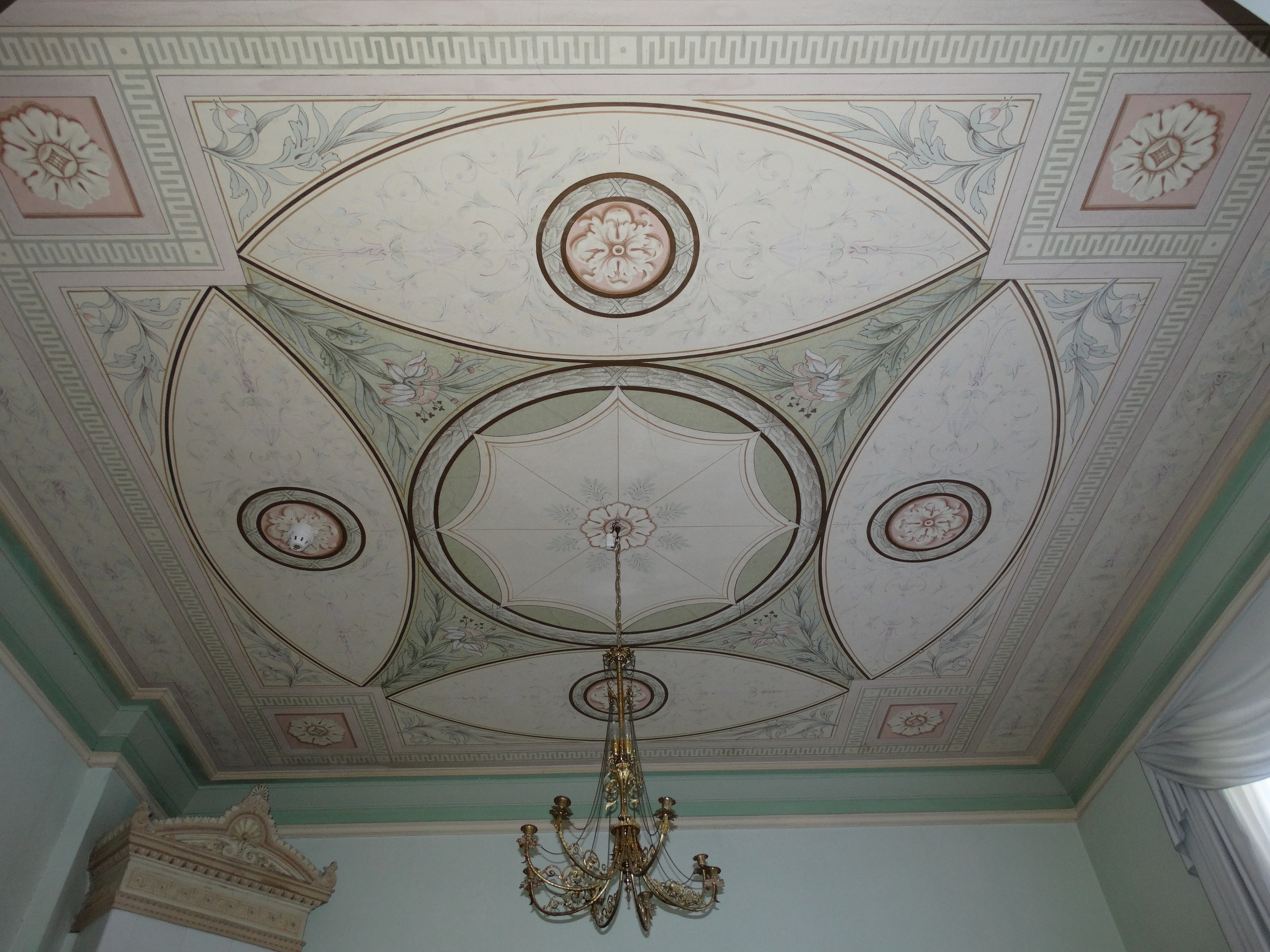
Потолок гостиной
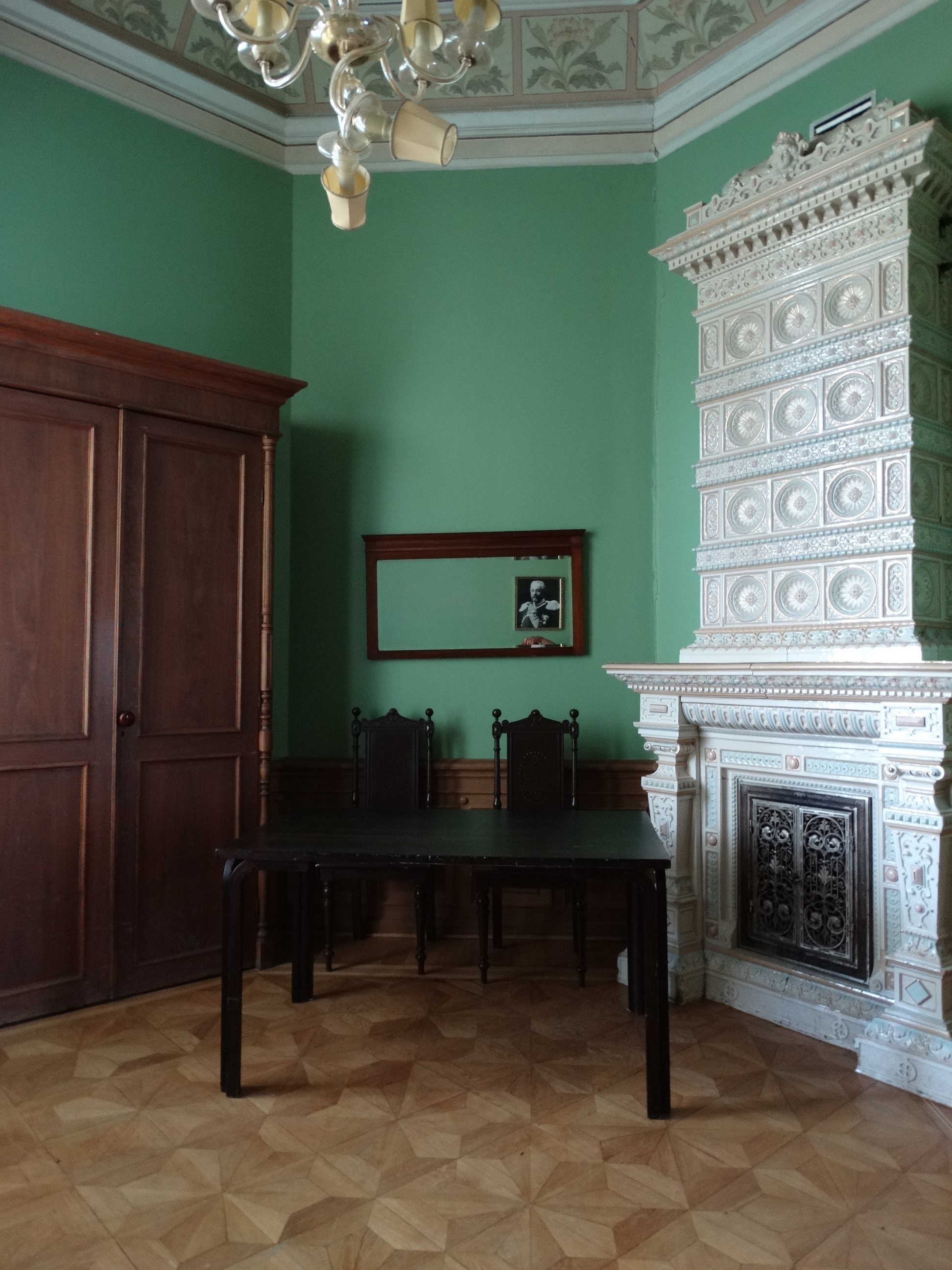
Рабочий кабинет
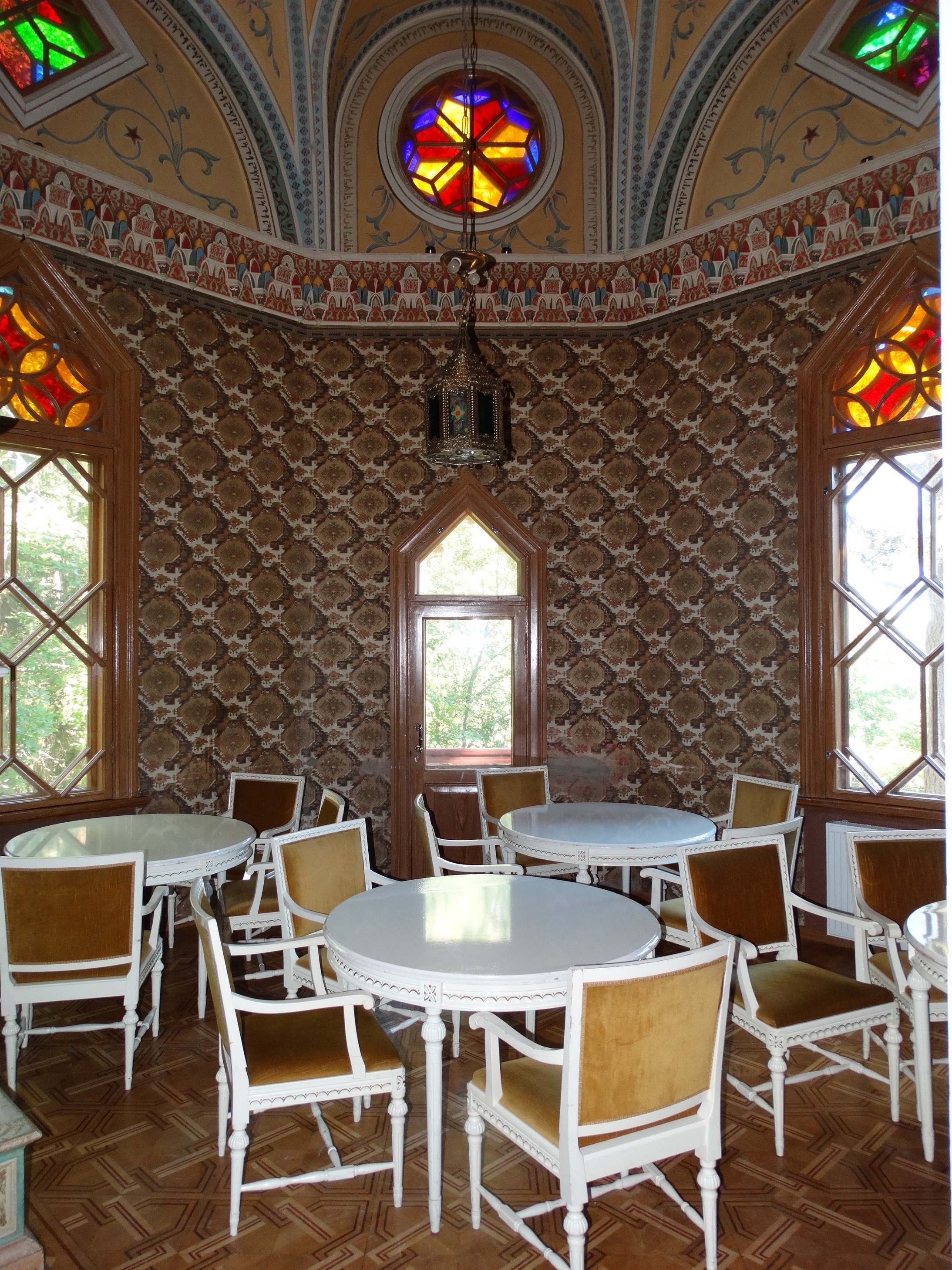
Комната в турецком стиле
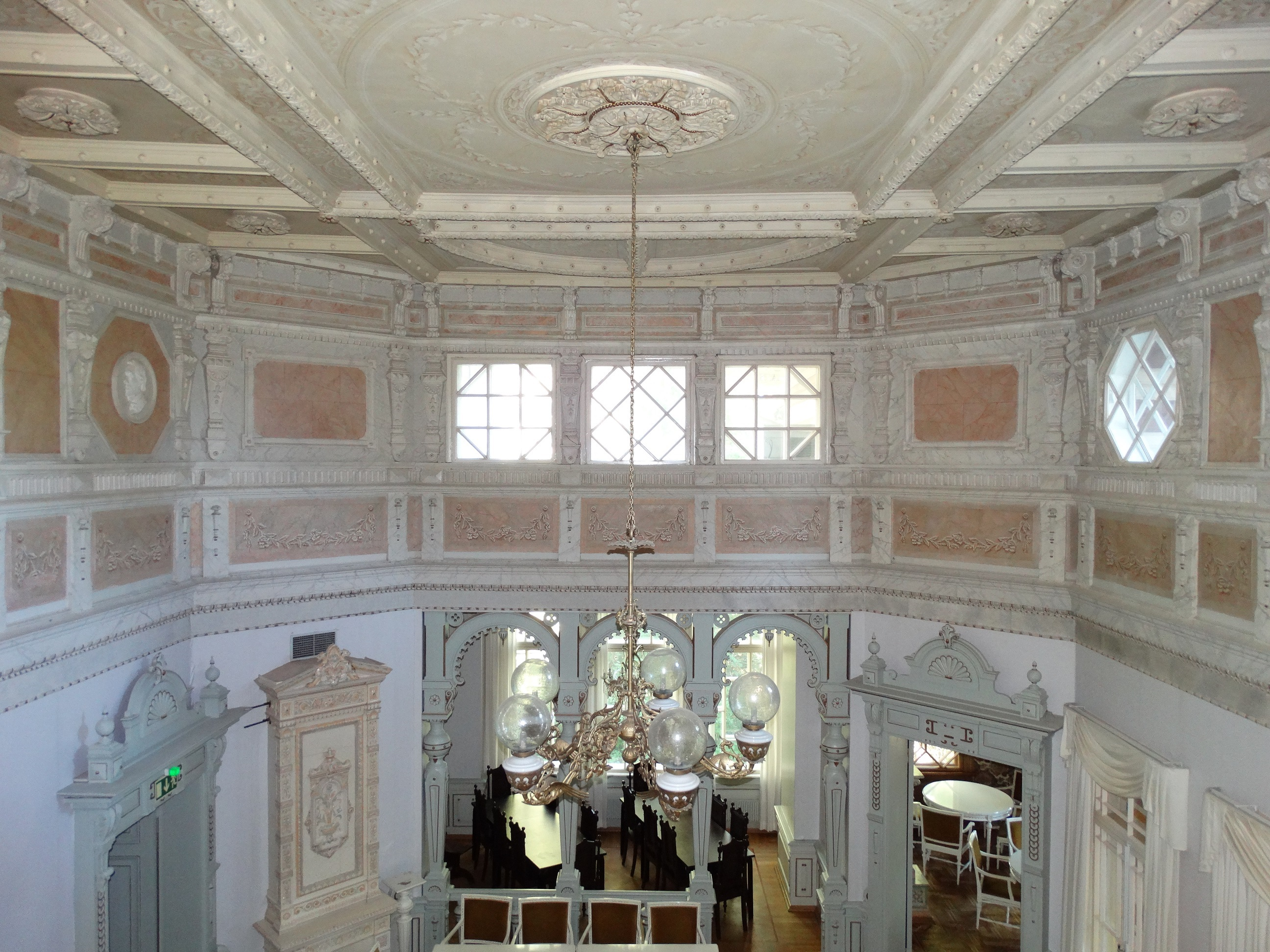
Центральный зал